# Miquel Recio Martín
Pour les articles homonymes, voir Martín.
Miquel Recio Martín, né à Navalmoral de la Mata en 1943 et mort à Saint Hipòlit de Voltregà le 5 décembre 2006 est un joueur de rink hockey espagnol des années de 1960 et 1970. 

## Parcours
Il nait à Navalmoral de la Mata (Cáceres), puis à seulement 4 ans il déménage à Saint Hipòlit de Voltregà. Formé au CP Voltregà, il participe à la fondation du Inriva PC, conjointement avec des personnalités telles que Ramon Nogué, Miquel Cabanes et Josep Catxo Ordeig. Pendant son service militaire, il joue aux Salesians de Valence. Ensuite, il se rend au CP Voltregà et gagne deux championnat, deux Coupes d'Europe et trois Coupes d'Espagne. Il a aussi joué au AD Ripoll, club avec lequel il remporte l'accession à la Division d'Honneur. Avec la sélection espagnole, il est champion d'Europe en catégorie jeune en 1964 et avec l'équipe senior il dispute la coupe des Nations de Montreux en 1968. Plus grand buteur de l'histoire du rink hockey espagnol, il parvient à marquer 114 buts en une seule saison.

## Palmarès
CP Voltrega
- Coupe d'Europe:
  - 1974-75, 1975-76
- Championnat d'Espagne:
  - 1969, 1974, 1977
- Ligue espagnole:
  - 1974-75, 1975-76